# Placa commemorativa

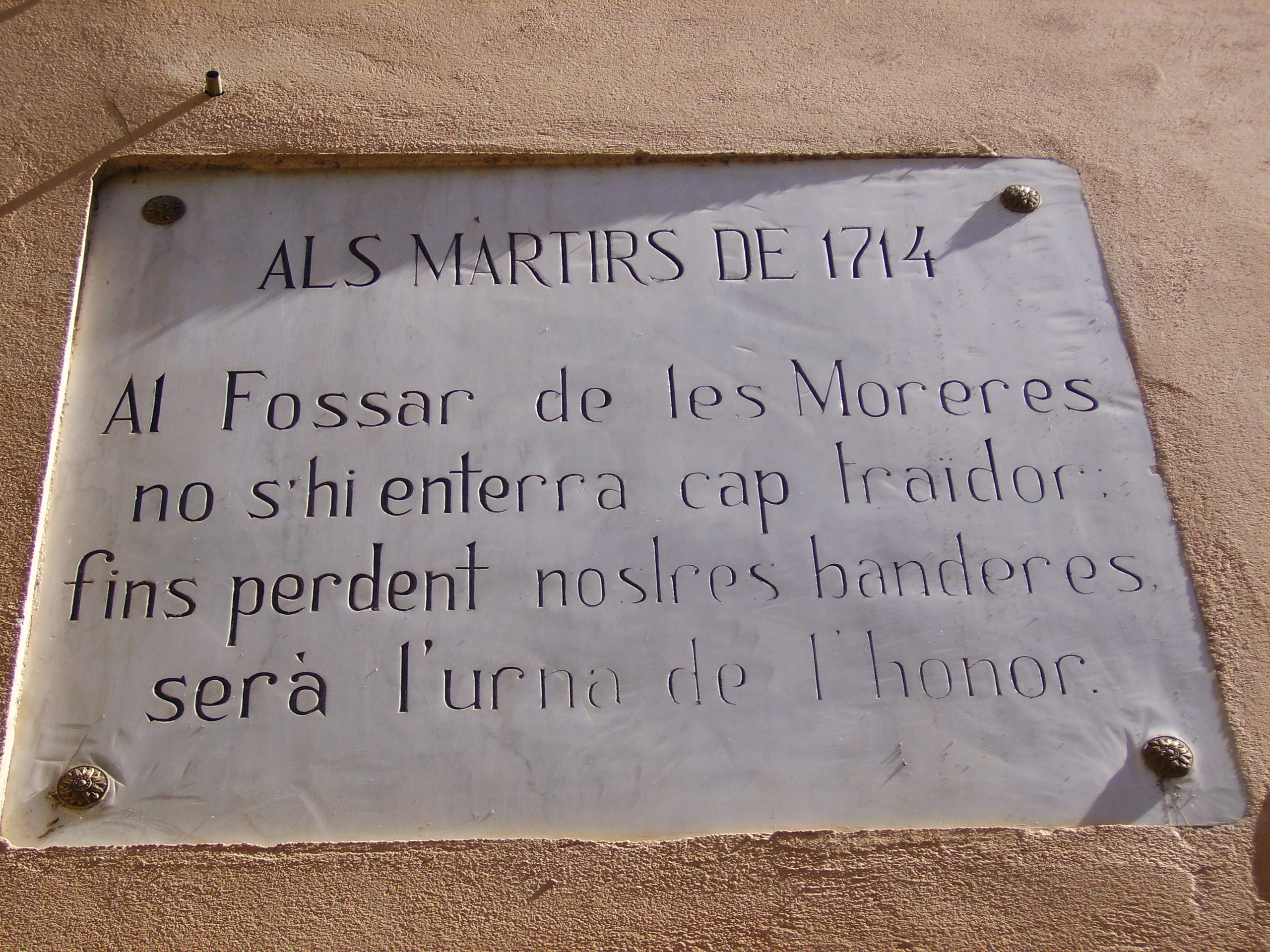
Placa commemorativa al Fossar de les Moreres, Barcelona

Una placa commemorativa és generalment posada sobre un monument, una façana, una font, o dins d'una església.
El seu objectiu és de perpetuar el record d'un esdeveniment al lloc on ha sobrevingut:
- un naixement, vida o defunció d'una persona cèlebre;
- un fet d'armes;
- una commemoració, inauguració;
- homicidis o massacres de persones.

Pot igualment recordar breument, no un esdeveniment, sinó la història del lloc on s'ha posat; en aquest cas té un paper de  memòria  patrimonial.

## Fotos d'algunes plaques commemoratives

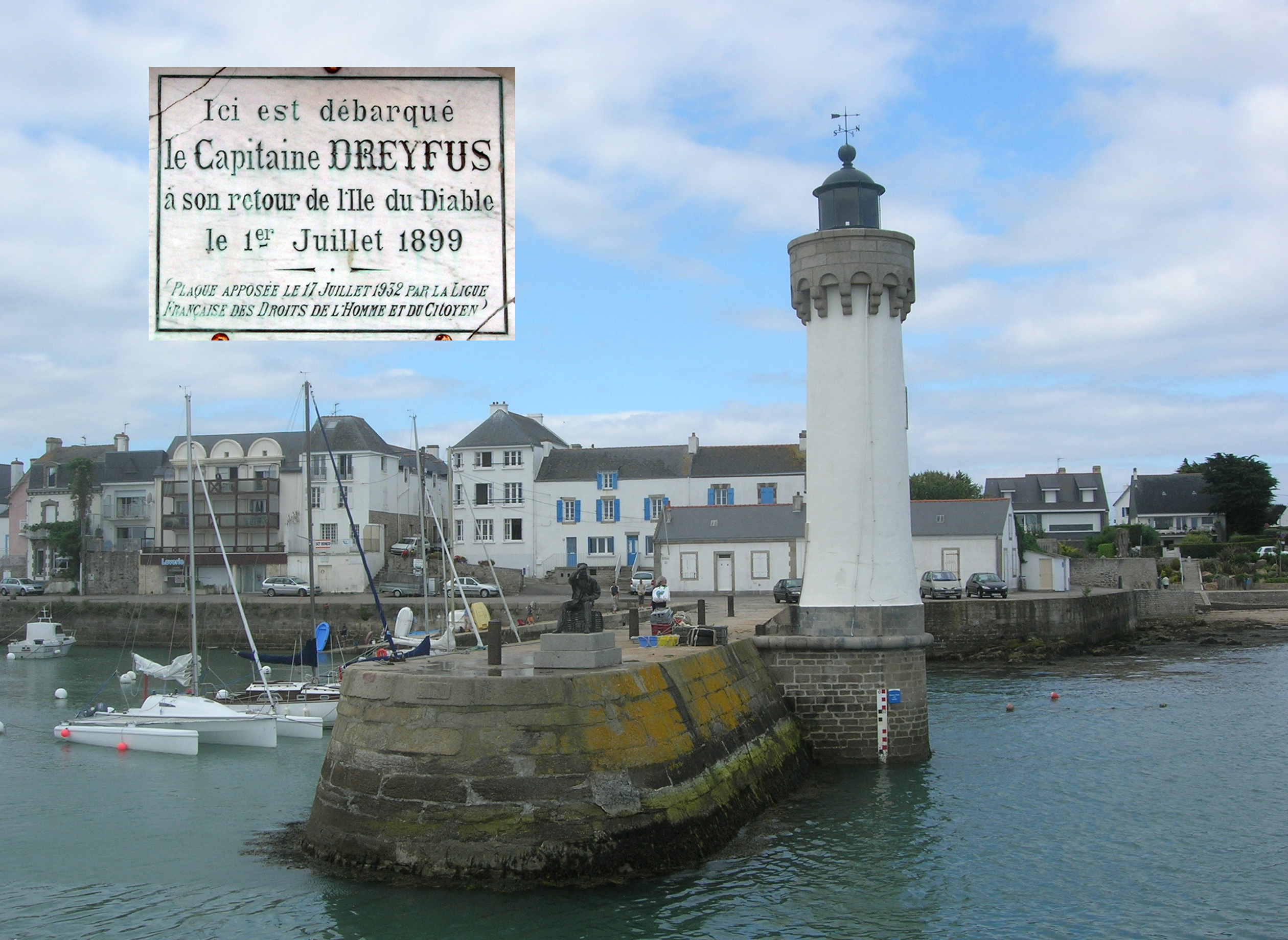
Retorn del capità Dreyfus a Port Haliguen, a la badia de Quiberon.
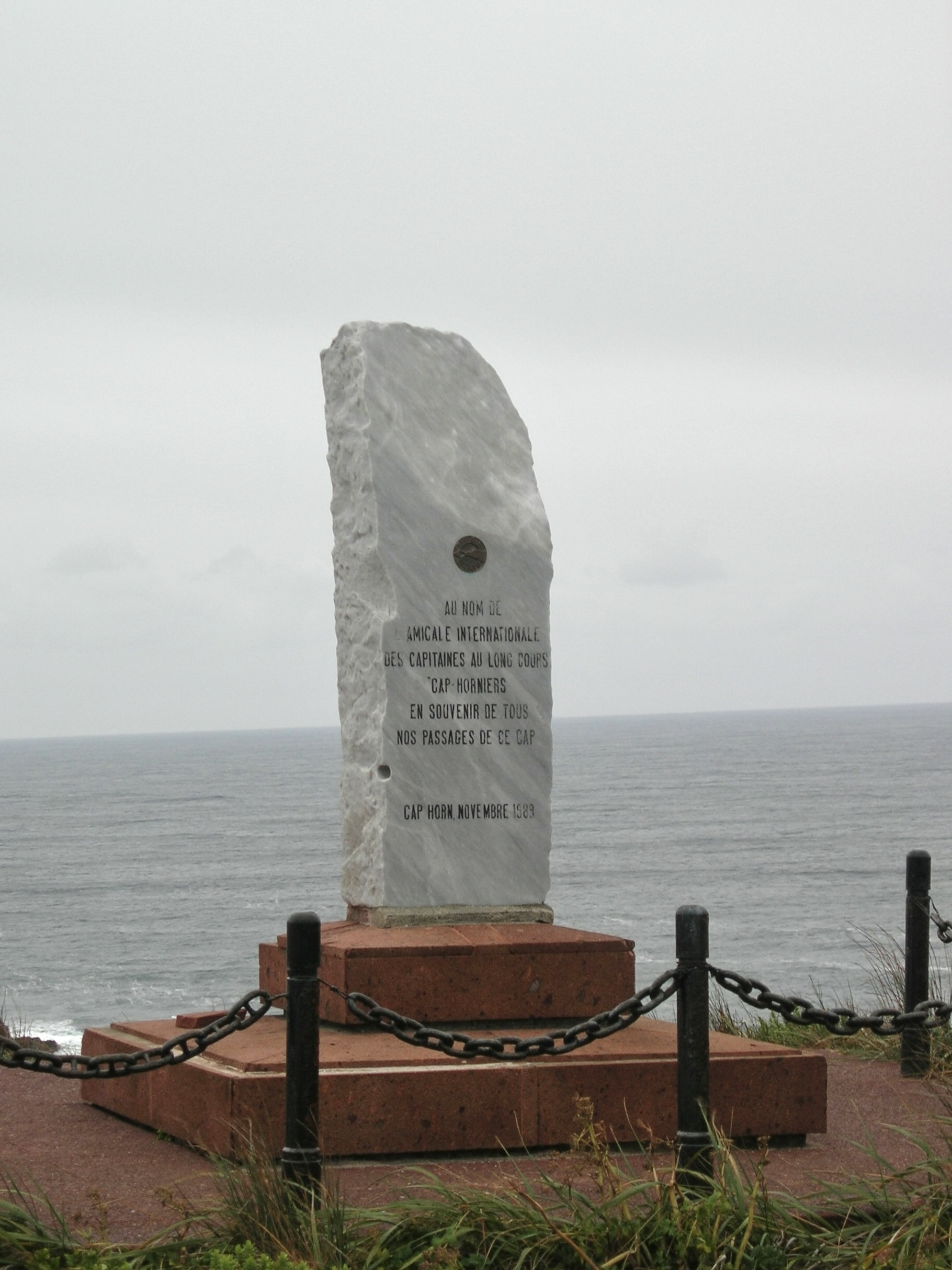
Monument a Cap-hornier.
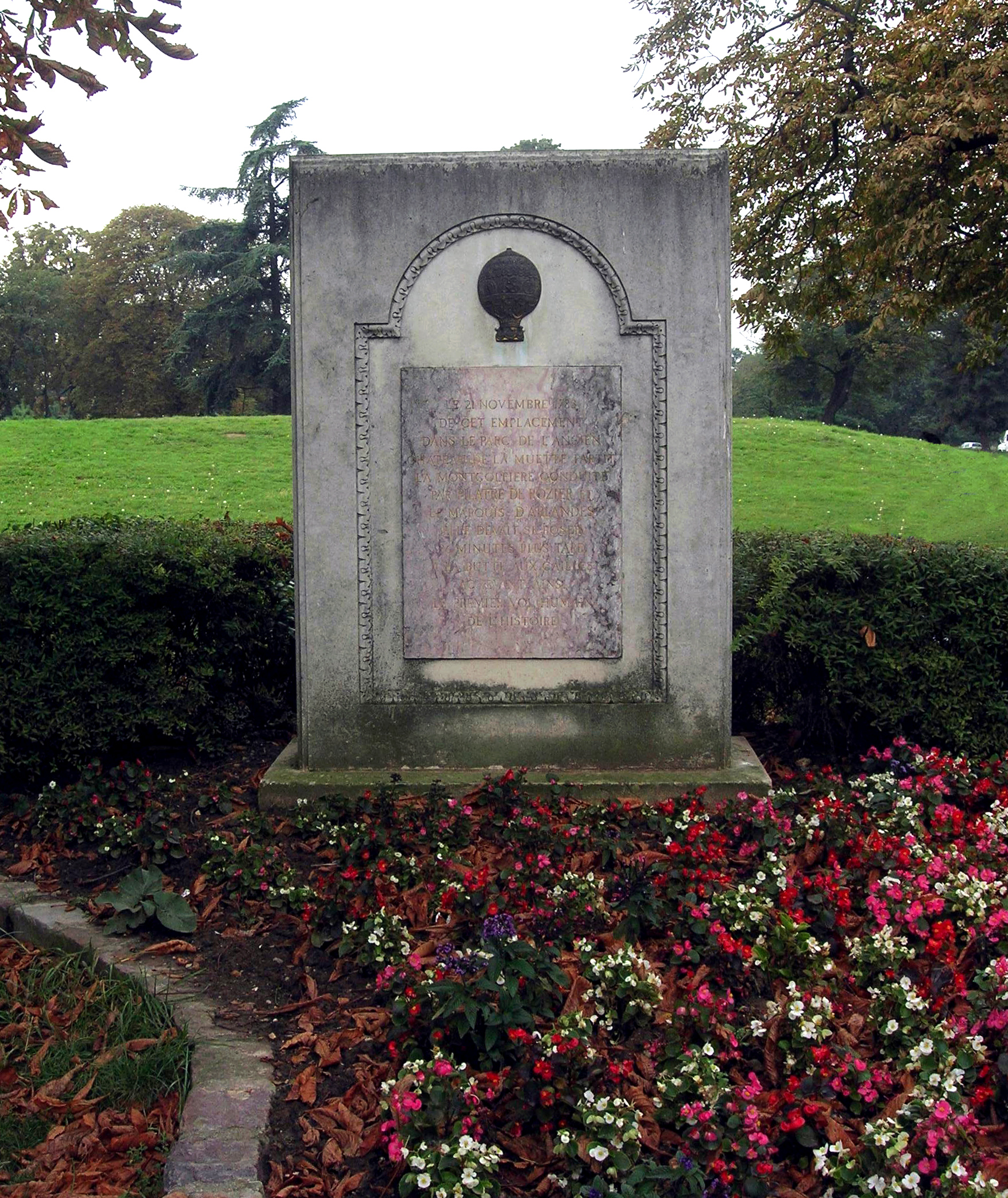
Placa commemorativa del primer vol humà en aeròstat, al bosc de Boulogne.
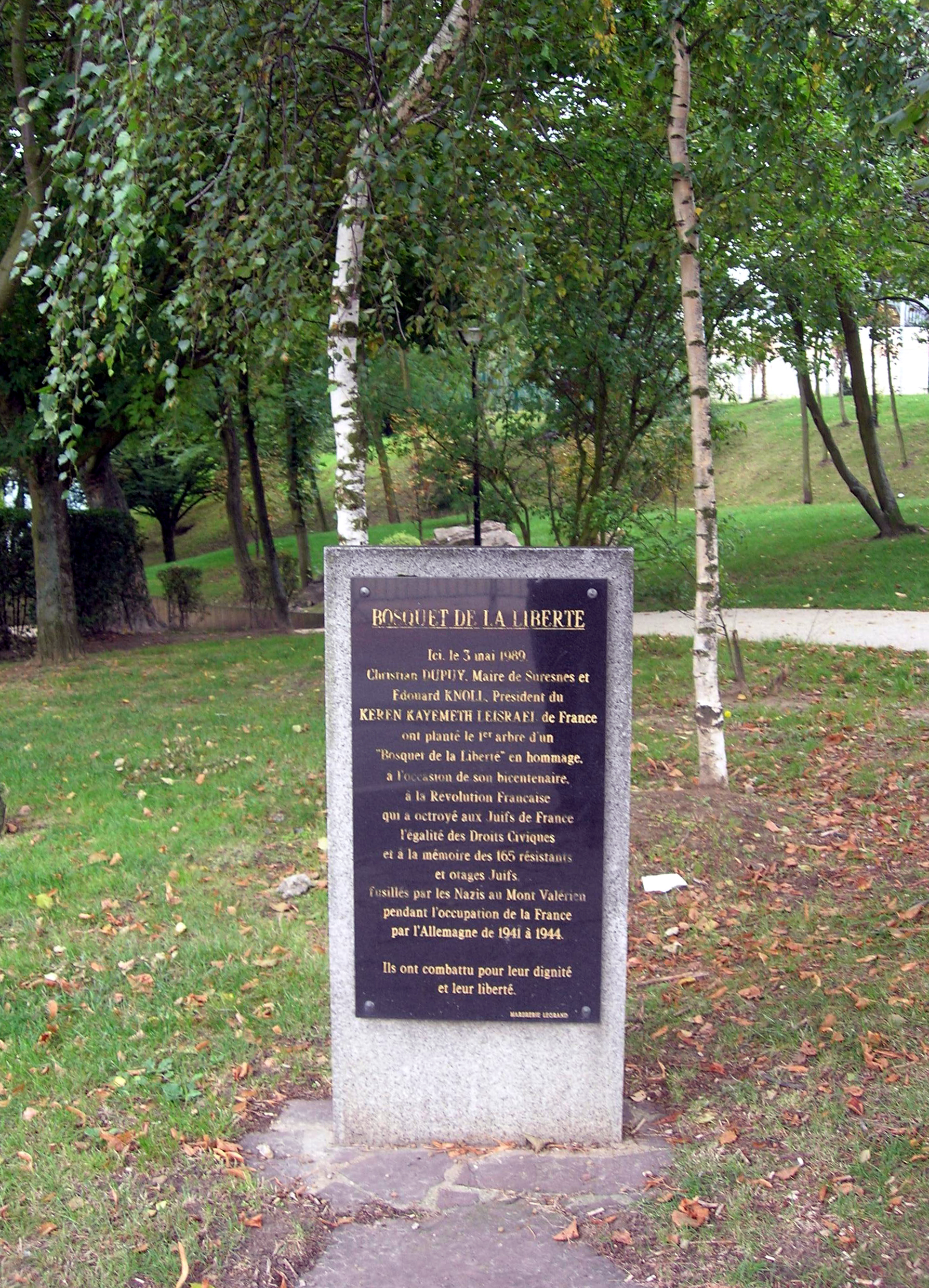
«Bosquet de la Llibertat», placa en memòria de 165 resistents afusellats pels nazis al Mont Valérien.
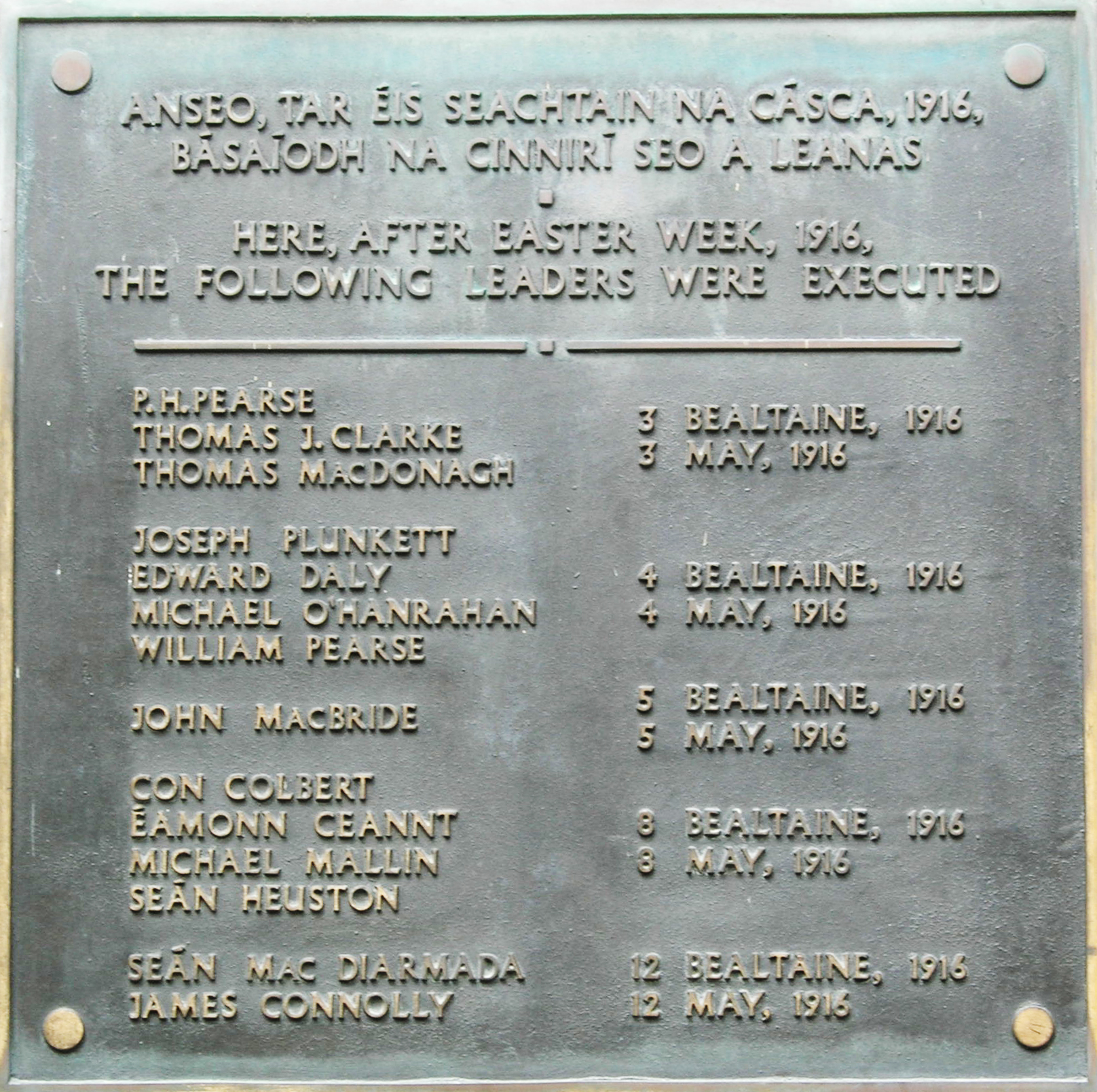
Presó de Kilmainham.
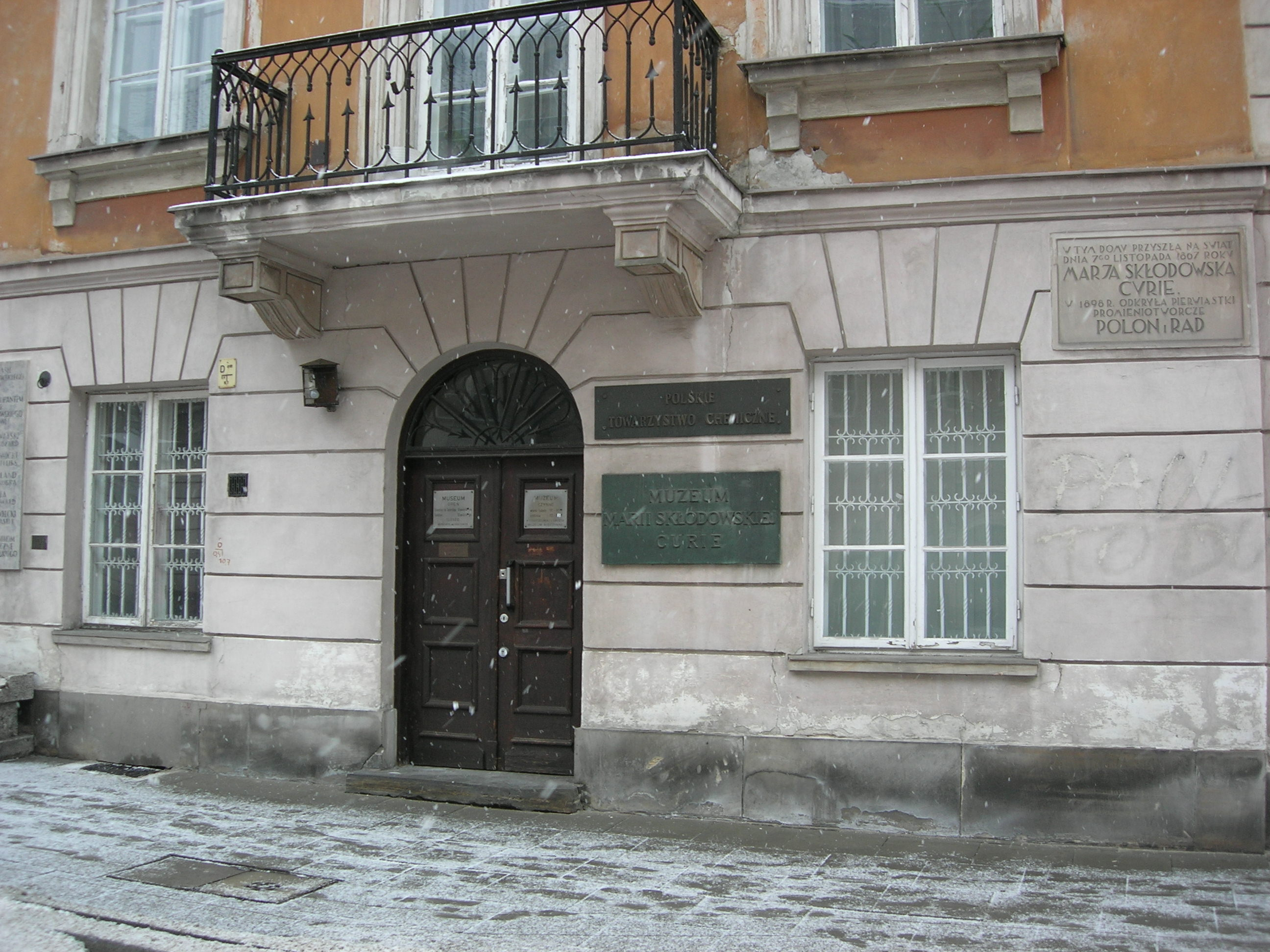
Casa natal de Marie Curie.
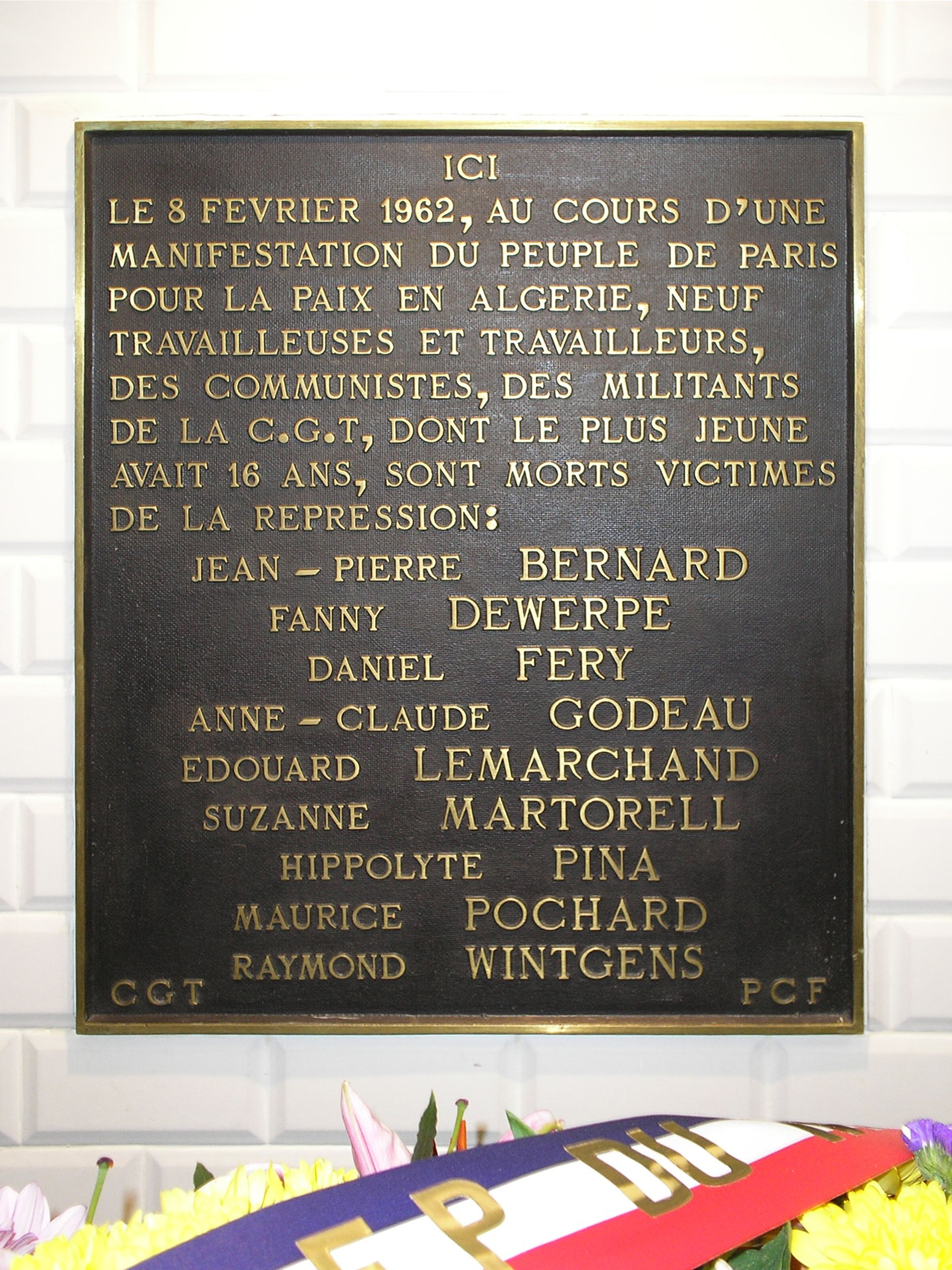
Placa commemorativa de la massacre del 8 de febrer de 1962 al metro de París.
Placa indicant el 45è paral·lel nord a Nou Hampshire, als Estats Units.